# Tilo Steireif
Tilo Steireif, né en 1969 à Lausanne, est un artiste suisse.

## Biographie
Diplômé de l'École cantonale d'art de Lausanne (ECAL) en 1998, il est le cofondateur de l'espace d'art contemporain standard-deluxe à Lausanne en 2006.

## Expositions personnelles (sélection)
- 2012 : Die Wahl des Volkes, Coalmine Gallery, Winterthur
- 2012 : Figures politiques, musée de l'Élysée, Lausanne
- 2011 : Figures politiques, Centre de la photographie de Genève, Genève
- 2011 : Tout ce que l'on a pu dire sur vous, avec Gabriela Löffel, Bateau rouge, Usine Kugler, Genève
- 2007 : Dessins, Espace d'art contemporain Circuit, Lausanne
- 2006 : Kongress Hotel, Espace Basta (avec Nicolas Savary), Lausanne
- 2006 : Welcome Home, Photoforum, Bienne
- 2004 : Dessins, Maison Paul Robert, Bienne
- 2004 : Espace d'art contemporain Circuit, Lausanne
- 2004 : Welcome home, Fremder Sender, Prättigau
- 2003 : Sauver-Capturer, Galleria Cons Arc, avec Nicolas Savary
- 2003 : Sauver-Capturer, Centre Culturel Suisse, Milan, avec Nicolas Savary
- 2000 : Down in a hole, Kunstkeller.

## Expositions collectives (sélection)
- 2012 : Madame Castor et la métropole lémanique, Photoforum, dans le cadre de l'exposition news from above, Curtat-Tunnel, Lausanne
- 2010 : Figures politiques, Des Seins à Dessein, Musée Arlaud, Lausanne
- 2010 : Utopie et quotidienneté, Centre d'art contemporain, Genf, avec Nils Norman.
- 2010 : Utopie und Alltag, Kunstmuseum, Thun, mit Nils Norman.
- 2008 : Madame Carambar, « Local Int.», Bienne.
- 2008 : Gleiche Höhe, Künstlerhaus et Extnergasse WUK, Vienne /
- 2008 : Koko Kaka II, Shark, Genève
- 2008 : Accrochage, Musée des Beaux-Arts, Lausanne
- 2006 : Reconstitution d'une bête morte, Kaskadenkondensator, (avec C. Henny & J. Bichsel), Lausanne
- 2007 : Weihnachtsausstellung, Standard / deluxe, Lausanne
- 2007 : Welschland (avec Nicolas Savary), Substitut, Berlin
- 2007 : Je ne sais quoi, Les Halles, Porrentruy
- 2007 : Conférence pamphlétaire, Halle für Kunst, Lunebourg
- 2004 : Welcome home, Stage-Pavillon, Berne
- 2002 : Welcome home, Centre culturel suisse, Paris
- 2000 : BAC, Barcelone

## Prix
- 1998 : prix Charles-Rambert

## Conférences et publications
- 2012 : Conférence pamphlétaire, Madame Castor et la métropole lémanique, Curtat-Tunnel, dans le cadre de l'exposition news from above, Lausanne
- 2012 : Conférence pamphlétaire, Madame Castor et la métropole lémanique, Photoforum, dans le cadre de l'exposition the breath on our back, Bienne
- 2011 : Conférence pamphlétaire, La petite noblesse le long du Flon à Lausanne, 1899-2009, Usine Kügler, Genève
- 2011 : Conférence pamphlétaire, La ville artiste : ambianceurs et chieurs d'artefacts urbains. Le quartier du Flon à Lausanne, Broom, Genève
- 2006 : Welcome Home, publication
- 2003 : Sauver-capturer, publication, avec Nicolas Savary
- 2000 : Affaires culturelles, publication, avec Nicolas Savary